# Proba-3
Proba-3 (Project for On-Board Autonomy) és el tercer satèl·lit de la sèrie PROBA de l'Agència Espacial Europea per al desenvolupament de noves tecnologies espacials. La missió, que inclou dos micro-satèl·lits, han de validar diversos aspectes dels satèl·lits de vol en formació: les tècniques de moviment i les mesures de distància, les estratègies i la guia dels algoritmes de control i de navegació. L'objectiu és preparar les futures missions espacials d'astronomia, científiques i d'observació de la Terra amb la probabilitat d'implementar constel·lacions de satèl·lits. La missió també comporta un coronògraf dividit entre els dos satèl·lits que haurien de proporcionar informació científica a través d'aquesta nova configuració. La missió estava programada per ser llançada pel 2015-1016, però va ser replanificada pel 2018.

## Part científica de la missió

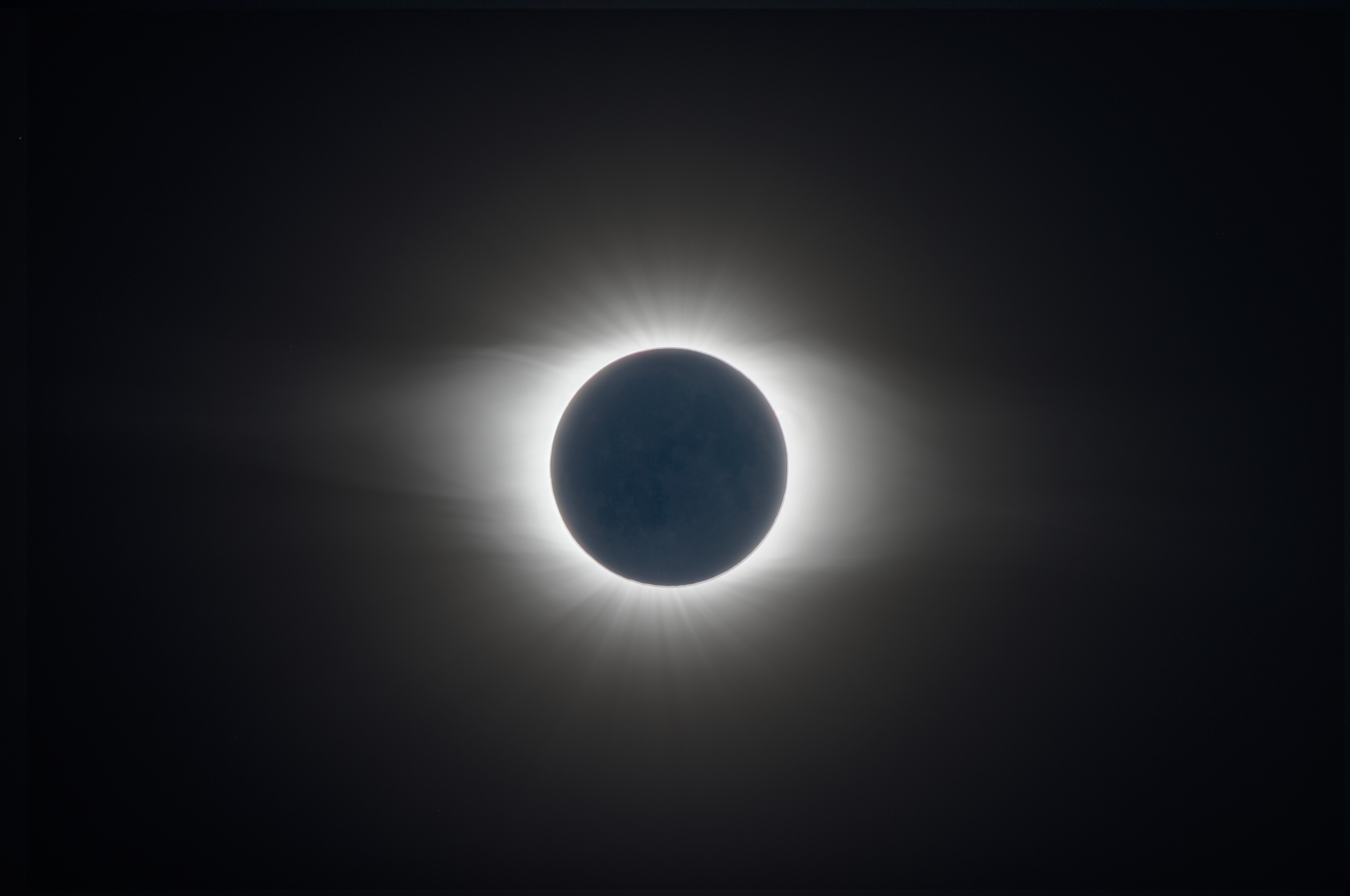
Un eclipsi total de Sol. PROBA 3 reproduirà artificialment aquest fenomen.

Els dos satèl·lits Proba-3 transporten una càrrega útil que consisteix en l'instrument ASPIICS a càrrec del Laboratori d'Astrofísica de Marsella que es tracta d'un coronògraf per a l'estudi de la corona solar. La part òptica de l'equip es realitza per un satèl·lit mentre que la màscara és usada pel segon satèl·lit. Els dos satèl·lits han de volar en formació a 150 metres l'un de l'altre en un pas de l'eix a través del Sol amb una precisió d'uns pocs mil·límetres. A aquesta distància la màscara òptica és molt més precísa que un coronògraf clàssic, ja que evita el fenomen òptic de la difracció. El camp òptic espera observar la corona solar entre 1,04 i 3 radis del Sol.

## Característiques del satèl·lit
El satèl·lit que porta a la part òptica del coronògraf és la més pesant: que té un pes de 475 kg i forma un cub d'1,01 x 1,01 x 1,41 m. Consta d'una de les cares amb panells solars desplegables mentre els altres costats estan coberts directament de cèl·lules fotoelèctriques. La cara del coronògraf òptic hi ha un sensor solar i sensors per mesurar la distància on és l'altre satèl·lit. El costat oposat inclou els captadors solars i els visors d'estrelles. Pel control d'actitud, el satèl·lit consta de 4 rodes de reacció, 6 giroscopis, un visor d'estrelles amb tres caps òptics, 6 captadors solars i 2 sistemes GPS. El segon satèl·lit d'una massa de 245 kg en forma de cub de 90x110x90 cm i porta la màscara que té un diàmetre d'1,52 metres. El sistema de control d'actitud és idèntic a la de l'altre satèl·lit.
Per mantenir la formació dels dos satèl·lits es comuniquen en banda X que permet determinar les seves respectives posicions. Els díodes làsers situats en les cares del satèl·lit permeten mesurar la distància de manera fina. Les maniobres són efectuades amb propulsors de gas fred que poden proporcionar empenyiments de l'ordre de mil·liNewtons. El satèl·lit més pesant és responsable de permetre les maniobres inicials del parell de satèl·lits per aconseguir la seva òrbita operacional (els dos satèl·lits es troben en aquesta fase de la solidaritat). Es disposa per a aquest finalitat un motor de coet que incinera un ergol batejat High Performance Green Propellant (HPGP) més eficaç i menys tòxic que la hidrazina utilitzada habitualment.

## Desenvolupament de la missió
Els satèl·lits que inicialment seran solidaris hauran de ser col·locat en òrbita per la realització de diverses maniobres després d'haver estat alliberats pel llançador. L'òrbita de treballa és una òrbita altament el·líptica de 60.524 km d'apogeu i de 800 km de perigeu. Els dos satèl·lits es posaran en una configuració en tàndem per evitar col·lisions. Un període de prova de tres mesos haurà de verificar l'operació dels sistemes, en particular la del sistema anti-col·lisió (Collision Avoidance Manoeuvre CAM) que es interacciona si els satèl·lits estan massa a prop perillosament. Un cop declarat operacional, els dos satèl·lits iniciaran les maniobres de vol en formació (durant la setmana) i les sessions d'observació amb el coronògraf solar (durant el cap de setmana). Les dades proporcionades pel coronògraf s'emmagatzemen a la memòria de 16 gigabits fins que estigui ple, i es transmeten llavors a l'estació de Redu a Bèlgica.